# KOBRA (Betriebssystem)
KOBRA ist ein Betriebssystem speziell zur Programmentwicklung für den Computer K8915.

## Entwicklung
Der VEB Robotron-Elektronik Zella-Mehlis entwickelte zusammen mit der TH Ilmenau das Betriebssystem. Es arbeitete hauptsächlich mit Kassetten.

## Anwendungen

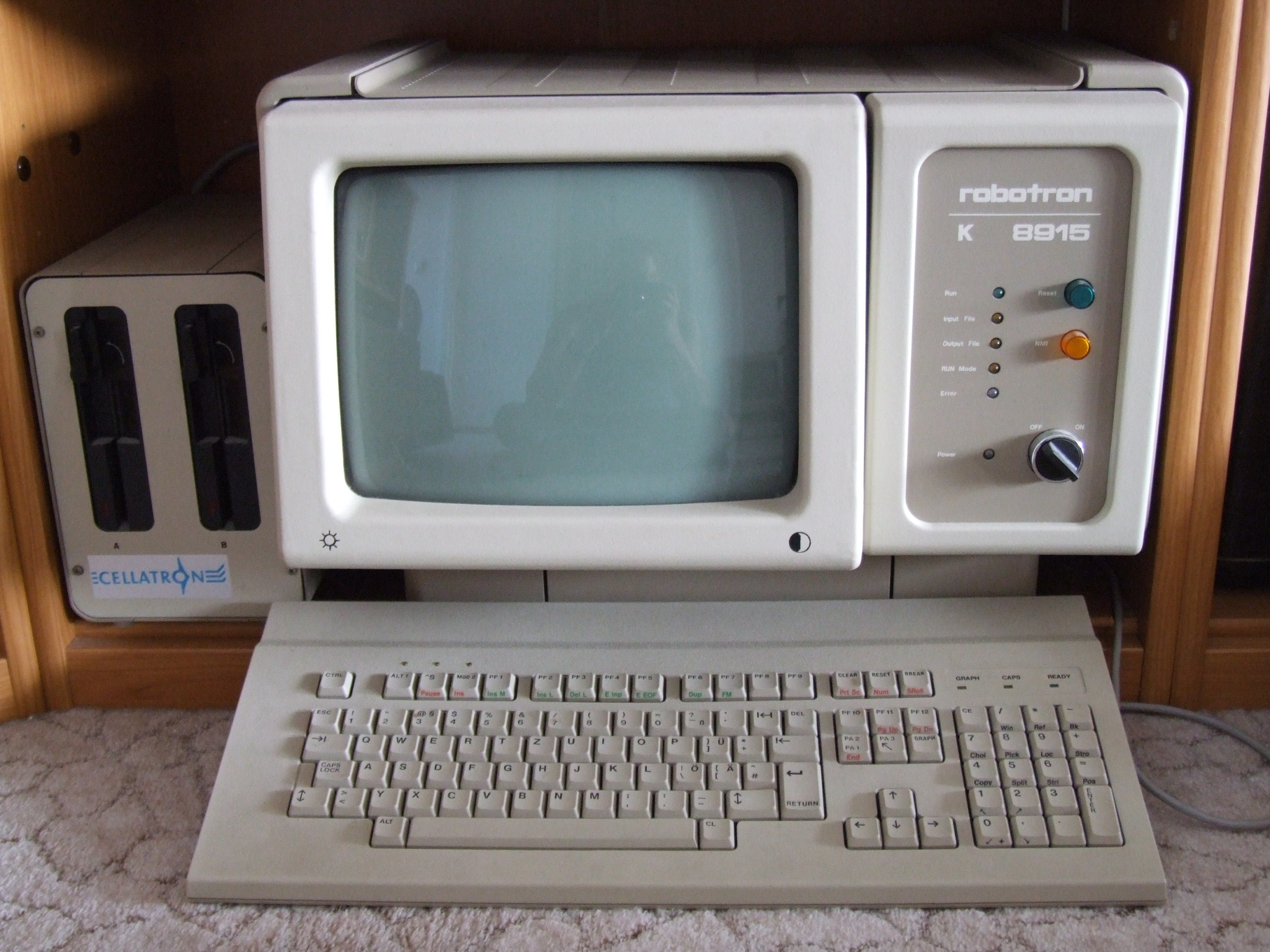
Ein Robotron K8915 mit zwei Diskettenlaufwerken

Folgende Anwendungen waren im Lieferumfang enthalten:
| Programm: | Funktion:                             |
| --------- | ------------------------------------- |
| GRUBE     | Grundbetriebssystem                   |
| DATTEL    | Dateiverwaltung                       |
| BIRKE     | BASIC-Interpreter                     |
| FICHTE    | Forth FORTH-System                    |
| ASTER     | Entwicklung in U880-Maschinencode     |
| MISTEL    | U880 Debugger                         |
| RAPS      | RAM-Test                              |
| BORKE     | Reparaturprogramm für BASIC-Programme |
| MACASS    | U880 Macroassembler                   |
| EDITOR    | KOBRA Text Editor                     |